# رياض الجلاصي
رياض الجلاصي (مواليد 7 يوليو 1971 في طبربة، تونس) هو لاعب كرة قدم تونسي دولي سابق كان يلعب كمهاجم. اعتزل اللعب عام 2004 مع الترجي الرياضي التونسي. سبق له أن لعب في كأس العالم لكرة القدم مع منتخب بلاده. بدأ مسيرته الرياضية عام 1995 مع النجم الرياضي الساحلي.

## الأهداف الدولية
| # | التاريخ        | المكان                        | الخصم   | النتيجة | الحصيلة | المنافسة                                   |
| - | -------------- | ----------------------------- | ------- | ------- | ------- | ------------------------------------------ |
| 1 | 10 نوفمبر 1996 | ملعب أكرا الرياضي، أكرا، غانا | ليبيريا | 1–0     | 1–0     | تصفيات كأس العالم لكرة القدم 1998          |
| 2 | 13 يوليو 1997  | الملعب الأولمبي بالمنزه، تونس | غينيا   | 1–0     | 1–0     | تصفيات كأس الأمم الأفريقية لكرة القدم 1998 |
| 3 | 9 أغسطس 1997   | الملعب الأولمبي بالمنزه، تونس | نيجيريا | 2–0     | 2–0     | نهائي كأس إل جي 1997                       |
| 4 | 2 يونيو 2001   | ملعب عمر بونغو، ليبرفيل       | الغابون | 1–1     | 1–1     | تصفيات كأس الأمم الأفريقية لكرة القدم 2002 |
| 5 | 1 يوليو 2001   | الملعب الأولمبي بالمنزه، تونس | الكونغو | 6–0     | 6–0     | تصفيات كأس العالم لكرة القدم 2002          |

## روابط خارجية
- رياض الجلاصي على موقع الاتحاد الدولي (مؤرشف)  (الإنجليزية)
- رياض الجلاصي على موقع قاعدة بيانات كرة القدم.إي يو (الإنجليزية)
- رياض الجلاصي على موقع ناشيونال فوتبول تيمز (الإنجليزية)
- رياض الجلاصي على موقع Soccerway.com (الإنجليزية)